# Giro del Lussemburgo 2019
Il Giro del Lussemburgo 2019, ottantatreesima edizione della corsa, valevole come evento dell'UCI Europe Tour 2019 categoria 2.HC, si è svolto in 4 tappe precedute da un cronoprologo dal 5 al 9 giugno 2019 su un percorso di 716,7 km, con partenza e arrivo a Lussemburgo. La vittoria è stata appannaggio dello spagnolo Jesús Herrada, che ha completato il percorso in 17h41'49" alla media di 40,491 km/h precedendo l'olandese Maurits Lammertink e l'italiano Andrea Pasqualon.
Al traguardo di Lussemburgo 90 ciclisti, dei 116 alla partenza, hanno portato a termine la competizione.

## Tappe
| Tappa  | Data     | Percorso                                      | km    | Vincitore di tappa | Leader cl. generale |
| ------ | -------- | --------------------------------------------- | ----- | ------------------ | ------------------- |
| Prol.  | 5 giugno | Lussemburgo > Lussemburgo (cron. individuale) | 2,1   | Christophe Laporte | Christophe Laporte  |
| 1ª     | 6 giugno | Lussemburgo > Hautcharage                     | 191,3 | Christophe Laporte | Christophe Laporte  |
| 2ª     | 7 giugno | Steinfort > Rosport                           | 168,6 | Pieter Weening     | Christophe Laporte  |
| 3ª     | 8 giugno | Mondorf-les-Bains > Diekirch                  | 178,7 | Jesús Herrada      | Jesús Herrada       |
| 4ª     | 9 giugno | Mersch > Lussemburgo                          | 176   | Jesús Herrada      | Jesús Herrada       |
| Totale | Totale   | Totale                                        | 716,7 |                    |                     |

## Squadre e corridori partecipanti
| N.    | Cod. | Squadra                       |
| ----- | ---- | ----------------------------- |
| 1-7   | WGG  | Wanty-Gobert Cycling Team     |
| 11-17 | LPC  | Leopard Pro Cycling           |
| 21-27 | EUS  | Euskadi Basque Country-Murias |
| 31-37 | TDE  | Total Direct Énergie          |
| 41-47 | SVB  | Sport Vlaanderen-Baloise      |
| 51-57 | COF  | Cofidis, Solutions Crédits    |
| 61-67 | DMP  | Delko Marseille Provence      |
| 71-77 | WVA  | Wallonie Bruxelles            |
| 81-87 | CCD  | Team Differdange GeBa         |

| N.      | Cod. | Squadra                     |
| ------- | ---- | --------------------------- |
| 91-97   | ROP  | Roompot-Charles             |
| 101-107 | LKH  | Team Lotto-Kern Haus        |
| 111-116 | BRD  | Bardiani CSF                |
| 121-127 | COC  | Corendon-Circus             |
| 131-137 | RLY  | Rally UHC Cycling           |
| 141-147 | RIW  | Riwal Readynez Cycling Team |
| 151-156 | W52  | W52/FC Porto                |
| 161-167 | LUX  | Lussemburgo                 |

## Dettaglio delle tappe

### Prologo
- 5 giugno: Lussemburgo > Lussemburgo – Cronometro individuale – 2,1 km

Risultati
| Pos. | Corridore          | Squadra   | Tempo |
| ---- | ------------------ | --------- | ----- |
| 1    | Christophe Laporte | Cofidis   | 3'13" |
| 2    | Marcel Meisen      | Corendon  | a 1"  |
| 3    | Piet Allegaert     | Sport Vl. | s.t.  |

| Pos. | Corridore          | Squadra   | Tempo |
| ---- | ------------------ | --------- | ----- |
| 1    | Christophe Laporte | Cofidis   | 3'13" |
| 2    | Marcel Meisen      | Corendon  | a 1"  |
| 3    | Piet Allegaert     | Sport Vl. | s.t.  |

### 1ª tappa
- 6 giugno: Lussemburgo > Hautcharage – 191,3 km

Risultati
| Pos. | Corridore          | Squadra    | Tempo    |
| ---- | ------------------ | ---------- | -------- |
| 1    | Christophe Laporte | Cofidis    | 4h48'31" |
| 2    | Justin Jules       | Wallonie   | s.t.     |
| 3    | Eduard Grosu       | Delko Mar. | s.t.     |

| Pos. | Corridore          | Squadra   | Tempo    |
| ---- | ------------------ | --------- | -------- |
| 1    | Christophe Laporte | Cofidis   | 4h51'34" |
| 2    | Marcel Meisen      | Corendon  | a 11"    |
| 3    | Piet Allegaert     | Sport Vl. | s.t.     |

### 2ª tappa
- 7 giugno: Steinfort > Rosport – 168,6

Risultati
| Pos. | Corridore        | Squadra    | Tempo    |
| ---- | ---------------- | ---------- | -------- |
| 1    | Pieter Weening   | Roompot    | 4h00'23" |
| 2    | Eduard Grosu     | Delko Mar. | a 2"     |
| 3    | Andrea Pasqualon | Wanty      | s.t.     |

| Pos. | Corridore          | Squadra  | Tempo    |
| ---- | ------------------ | -------- | -------- |
| 1    | Christophe Laporte | Cofidis  | 8h51'59" |
| 2    | Marcel Meisen      | Corendon | a 10"    |
| 3    | Aimé De Gendt      | Wanty    | s.t.     |

### 3ª tappa
- 8 giugno: Mondorf-les-Bains > Diekirch – 178,7 km

Risultati
| Pos. | Corridore          | Squadra | Tempo    |
| ---- | ------------------ | ------- | -------- |
| 1    | Jesús Herrada      | Cofidis | 4h30'47" |
| 2    | Maurits Lammertink | Roompot | a 3"     |
| 3    | Anthony Turgis     | Direct  | a 7"     |

| Pos. | Corridore          | Squadra | Tempo     |
| ---- | ------------------ | ------- | --------- |
| 1    | Jesús Herrada      | Cofidis | 13h22'53" |
| 2    | Maurits Lammertink | Roompot | a 9"      |
| 3    | Anthony Turgis     | Direct  | a 18"     |

### 4ª tappa
- 9 giugno: Mersch > Lussemburgo – 176 km

Risultati
| Pos. | Corridore       | Squadra | Tempo    |
| ---- | --------------- | ------- | -------- |
| 1    | Jesús Herrada   | Cofidis | 4h19'06" |
| 2    | Jonathan Hivert | Direct  | a 2"     |
| 3    | Pit Leyder      | Leopard | s.t.     |

| Pos. | Corridore          | Squadra | Tempo     |
| ---- | ------------------ | ------- | --------- |
| 1    | Jesús Herrada      | Cofidis | 17h41'49" |
| 2    | Maurits Lammertink | Roompot | a 25"     |
| 3    | Andrea Pasqualon   | Wanty   | a 36"     |

## Evoluzione delle classifiche
| Tappa              | Vincitore          | Classifica generale Maglia gialla | Classifica a punti Maglia blu | Classifica scalatori Maglia viola | Classifica giovani Maglia bianca | Classifica a squadre       |
| ------------------ | ------------------ | --------------------------------- | ----------------------------- | --------------------------------- | -------------------------------- | -------------------------- |
| Prol.              | Christophe Laporte | Christophe Laporte                | Christophe Laporte            | non assegnata                     | Piet Allegaert                   | Cofidis, Solutions Crédits |
| 1ª                 | Christophe Laporte | Christophe Laporte                | Christophe Laporte            | Robin Carpenter                   | Piet Allegaert                   | Cofidis, Solutions Crédits |
| 2ª                 | Pieter Weening     | Christophe Laporte                | Christophe Laporte            | Robin Carpenter                   | Aimé De Gendt                    | Cofidis, Solutions Crédits |
| 3ª                 | Jesús Herrada      | Jesús Herrada                     | Eduard Michael Grosu          | Robin Carpenter                   | Anthony Turgis                   | Roompot-Charles            |
| 4ª                 | Jesús Herrada      | Jesús Herrada                     | Jesús Herrada                 | Robin Carpenter                   | Anthony Turgis                   | Roompot-Charles            |
| Classifiche finali | Classifiche finali | Jesús Herrada                     | Jesús Herrada                 | Robin Carpenter                   | Anthony Turgis                   | Roompot-Charles            |

Maglie indossate da altri ciclisti in caso di due o più maglie vinte
- Nella 1ª e 2ª tappa Marcel Meisen ha indossato la maglia blu al posto di Christophe Laporte.
- Nella 3ª tappa Eduard Michael Grosu ha indossato la maglia blu al posto di Christophe Laporte.

## Classifiche finali

### Classifica generale - Maglia gialla
| Pos. | Corridore           | Squadra    | Tempo     |
| ---- | ------------------- | ---------- | --------- |
| 1    | Jesús Herrada       | Cofidis    | 17h41'49" |
| 2    | Maurits Lammertink  | Roompot    | a 25"     |
| 3    | Andrea Pasqualon    | Wanty      | a 36"     |
| 4    | Anthony Turgis      | Direct     | a 37"     |
| 5    | Szymon Rekita       | Leopard    | a 44"     |
| 6    | Baptiste Planckaert | Wallonie   | a 47"     |
| 7    | Julien El Fares     | Delko Mar. | a 54"     |
| 8    | Jonas Rutsch        | Lotto-Kern | s.t.      |
| 9    | Luca Wackermann     | Bardiani   | a 58"     |
| 10   | Joaquim Silva       | W52        | a 59"     |

### Classifica a punti - Maglia blu
| Pos. | Corridore          | Squadra    | Punti |
| ---- | ------------------ | ---------- | ----- |
| 1    | Jesús Herrada      | Cofidis    | 40    |
| 2    | Eduard Grosu       | Delko Mar. | 29    |
| 3    | Andrea Pasqualon   | Wanty      | 26    |
| 4    | Maurits Lammertink | Roompot    | 25    |
| 5    | Pieter Weening     | Roompot    | 23    |

### Classifica scalatori - Maglia viola
| Pos. | Corridore          | Squadra    | Punti |
| ---- | ------------------ | ---------- | ----- |
| 1    | Robin Carpenter    | Rally      | 36    |
| 2    | Alessandro Tonelli | Bardiani   | 17    |
| 3    | Delio Fernández    | Delko Mar. | 15    |
| 4    | Dries De Bondt     | Corendon   | 13    |
| 5    | Joaquim Silva      | W52        | 8     |

### Classifica giovani - Maglia bianca
| Pos. | Corridore      | Squadra     | Tempo     |
| ---- | -------------- | ----------- | --------- |
| 1    | Anthony Turgis | Direct      | 17h42'26" |
| 2    | Szymon Rekita  | Leopard     | a 7"      |
| 3    | Jonas Rutsch   | Lotto-Kern  | a 17"     |
| 4    | Pit Leyder     | Leopard     | a 43"     |
| 5    | Kevin Geniets  | Lussemburgo | a 57"     |

### Classifica a squadre
| Pos. | Squadra                    | Tempo     |
| ---- | -------------------------- | --------- |
| 1    | Roompot-Charles            | 53h08'45" |
| 2    | Delko Marseille Provence   | a 47"     |
| 3    | Sport Vlaanderen-Baloise   | a 1'39"   |
| 4    | Leopard Pro Cycling        | a 1'45"   |
| 5    | Cofidis, Solutions Crédits | a 3'09"   |